# Daniela Buruiană-Aprodu
Daniela Buruiană-Aprodu (Brăila, 19 de juliol de 1953) és una política romanesa. Forma part del Partit de la Gran Romania. És europarlamentària des de gener de 2007, quan Romania va entrar a formar part de la Unió Europea. A l'Europarlament va estar adscrita a l'eurogrup Identitat, Tradició, Sobirania fins a la seua dissolució. Ha format part de la Cambra de diputats del seu país en els períodes de 1990 a 1992, i entre 1996 i 2008.